# Tęgoborze (gromada)
Tęgoborze – dawna gromada, czyli najmniejsza jednostka podziału terytorialnego Polskiej Rzeczypospolitej Ludowej w latach 1954–1972.
Gromady, z gromadzkimi radami narodowymi (GRN) jako organami władzy najniższego stopnia na wsi, funkcjonowały od reformy reorganizującej administrację wiejską przeprowadzonej jesienią 1954 do momentu ich zniesienia z dniem 1 stycznia 1973, tym samym wypierając organizację gminną w latach 1954–1972.
Gromadę Tęgoborze z siedzibą GRN w Tęgoborzu utworzono – jako jedną z 8759 gromad na obszarze Polski – w powiecie nowosądeckim w woj. krakowskim, na mocy uchwały nr 26/IV/54 WRN w Krakowie z dnia 6 października 1954. W skład jednostki weszły obszary dotychczasowych gromad Tęgoborze, Białowoda i Zawadka ze zniesionej gminy Łososina Dolna w tymże powiecie. Dla gromady ustalono 13 członków gromadzkiej rady narodowej.
30 czerwca 1960 do gromady Tęgoborze przyłączono obszar zniesionej gromady Świdnik.
31 grudnia 1961 do gromady Tęgoborze przyłączono obszar zniesionej gromady Znamirowice.
Gromada przetrwała do końca 1972 roku, czyli do kolejnej reformy gminnej.